# Lucas Liß
Lucas Liß (Unna, 12 gennaio 1992) è un dirigente sportivo, ex pistard e ciclista su strada tedesco. Nel 2015 ha vinto la medaglia d'oro nello scratch ai campionati del mondo su pista a Saint-Quentin-en-Yvelines. Ha inoltre fatto suoi il titolo europeo 2012 nell'omnium e due prove di Coppa del mondo sempre nell'omnium.
È figlio del ciclista polacco Lucjan Lis.

## Palmarès

### Pista
- 2010

Campionati tedeschi, Inseguimento individuale Junior
Campionati tedeschi, Inseguimento a squadre Junior (con Ruben Zepuntke, Hans Pirius e Justin Wolf)
Campionati tedeschi, Americana Junior (con Hans Pirius)
- 2012

Campionati europei, Omnium
2ª prova Coppa del mondo 2012-2013, Omnium (Glasgow)
Campionati tedeschi, Omnium
- 2014

Campionati europei, Omnium Under-23
Irish GP, Omnium Under-23
1ª prova Coppa del mondo 2014-2015, Omnium (Guadalajara)
- 2015

Campionati del mondo, Scratch
- 2016

Dublin International, Inseguimento individuale
Dublin International, Omnium
Campionati tedeschi, Inseguimento a squadre (con Maximilian Beyer, Leif Lampater e Marco Mathis)
- 2017

Campionati tedeschi, Inseguimento a squadre (con Theo Reinhardt, Kersten Thiele e Domenic Weinstein)
Campionati tedeschi, Scratch
- 2018

Campionati tedeschi, Inseguimento a squadre (con Jasper Frahm, Felix Groß e Leif Lampater)

### Strada
- 2010 (Juniores)

3ª tappa Niedersachsen-Rundfahrt Junior (Wallenhorst > Wallenhorst)
- 2016 (Rad-Net Rose Team, una vittoria)

Prologo Tour de Normandie (Carentan, cronometro)

#### Altri successi
- 2014 (Team Stölting)

Kleve

## Piazzamenti

### Competizioni mondiali
- Campionati del mondo su pista

Mosca 2009 - Inseguimento a squadre Junior: 3º
Montichiari 2010 - Inseguimento a squadre Junior: 3º
Montichiari 2010 - Omnium Junior: 3º
Melbourne 2012 - Scratch: 6º
Melbourne 2012 - Chilometro a cronometro: 19º
Melbourne 2012 - Americana: 13º
Minsk 2013 - Inseguimento a squadre: 6º
Minsk 2013 - Omnium: 4º
Saint-Quentin-en-Yvelines 2015 - Scratch: vincitore
Saint-Quentin-en-Yvelines 2015 - Omnium: 11º
Londra 2016 - Scratch: 7º
Hong Kong 2017 - Inseguimento a squadre: 12º
Hong Kong 2017 - Scratch: 2º
Hong Kong 2017 - Corsa a punti: 14º

### Competizioni europee
- Campionati europei su pista

San Pietroburgo 2010 - Omnium Junior: 2º
San Pietroburgo 2010 - Inseguimento a squadre Under-23: 2º
Apeldoorn 2011 - Corsa a punti: 12º
Anadia 2012 - Americana Under-23: 5º
Anadia 2012 - Omnium Under-23: 3º
Panevėžys 2012 - Inseguimento a squadre: 2º
Panevėžys 2012 - Omnium: vincitore
Apeldoorn 2013 - Omnium: 11º
Anadia 2014 - Chilometro a cronometro Under-23: 4º
Anadia 2014 - Omnium Under-23: vincitore
Baie-Mahault 2014 - Omnium: 7º
Grenchen 2015 - Scratch: 17º
Grenchen 2015 - Omnium: 10º
Saint-Quentin-en-Yvelines 2016 - Inseguimento a squadre: 12º
Saint-Quentin-en-Yvelines 2016 - Omnium: 10º
Saint-Quentin-en-Yvelines 2016 - Corsa a punti: 10º
Berlino 2017 - Scratch: 15º
Berlino 2017 - Omnium: 18º
- Campionati europei su strada

Olomouc 2013 - In linea Under-23: ritirato